# The Liberty of Norton Folgate
The Liberty of Norton Folgate är den brittiska ska/popgruppen Madness nionde studioalbum, utgivet i maj 2009. De arbetade med albumet i nästan tre år och det är deras första med helt nyskrivet material sedan Wonderful från 1999. 
Låten "NW5" släpptes som singel redan i januari 2008 och nådde #24 på den brittiska singellistan. Nästa singel, "Dust Devil", släpptes den 11 maj 2009, en vecka före albumet.
Albumet producerades av Clive Langer och Alan Winstanley, som arbetat med Madness på merparten av deras album. I slutet av 2006 gjordes delar av inspelningen i studion Toe Rag med Liam Watson, som bland annat har arbetat med The White Stripes på albumet Elephant.

## Låtlista
1. "Overture" (Graham McPherson, Carl Smyth, Michael Barson) – 1:07
2. "We Are London" (Smyth) – 3:40
3. "Sugar and Spice" (Barson) – 2:52
4. "Forever Young" (McPherson) – 4:36
5. "Dust Devil" (Lee Thompson, Daniel Woodgate) – 3:44
6. "Rainbows" (Thompson, Woodgate) – 3:22
7. "That Close" (McPherson, Foreman) – 4:10
8. "MK II" (McPherson, Smyth) – 2:22
9. "On The Town" (Woodgate, Barson) – 4:32
10. "Bingo" (Thompson, Barson) – 4:06
11. "Idiot Child" (Thompson, Barson) – 3:18
12. "Africa" (Barson) – 4:19
13. "NW5" (Thompson, Barson) – 4:14
14. "Clerkenwell Polka" (Smyth) – 4:20
15. "The Liberty of Norton Folgate" (McPherson, Barson, Smyth) – 10:10